# Afanasij Michajlovič Žulanov
Svatý Afanasij Michajlovič Žulanov (1890 – 2. srpnajul./ 15. srpna 1918greg.) byl ruský psalomščik ruské pravoslavné církve a mučedník.

## Život
Narodil se roku 1890 v rolnické rodině Michaila Žulanova. Dokončil základní školu s dobrým chováním.
V letech 1911-1913 sloužil jako pomocník u oltáře v Pyskorském chrámu Proměnění Páně v Solikamském ujezdu Permské gubernie. Dne 14. ledna 1913 získal právo nosit stichar.
Oženil se s dívkou Zinaidou Grigorjevnou se kterou měl dceru Ljudmilu (1914) a Mariju (1916).
Dne 11. ledna 1914 se stal psalomščikem (žalmista) v chrámu svatých Athanasia a Cyrila ve vesnici Bisertskoje v Krasnoufimském ujezdu Permské gubernie (nyní vesnice Afanasjevskoje ve Sverdlovské oblasti).
Dne 15. srpna 1918 byl zastřelen bolševiky při zákopových pracích. Za dva dny se konala pohřební služba v chrámu Narození přesvaté Bohorodice v Bisertském závodu (dnes sídlo městského typu Bisert ve Sverdlovské oblasti). Služba byla vedena knězem Jevgrafem Konopljevem. Pohřben byl na farním hřbitově.

## Kanonizace
Dne 20. srpna 2000 ho Ruská pravoslavná církev svatořečila jako mučedníka a byl zařazen mezi Sbor všech novomučedníků a vyznavačů ruských.
Jeho svátek je připomínán 15. srpna (2. srpna – juliánský kalendář).